# Polyrhachis nitens
Polyrhachis nitens é uma espécie de formiga do gênero Polyrhachis, pertencente à subfamília Formicinae.